# Charles Erwin Wilson
Pour les articles homonymes, voir Wilson.
Charles Erwin Wilson, né le 18 juillet 1890 à Minerva (Ohio) et mort le 26 septembre 1961 à Norwood (Louisiane), est un dirigeant d'entreprise et homme politique américain.
Il présida le grand consortium automobile de Detroit General Motors : d'abord dirigeant de l'équipementier d'électricité automobile Delco-Remy, sous-traitant de la GM (1919), il en devient le PDG à partir de 1941 alors que la General Motors se tourne vers les industries de guerre et obtient de très gros contrats d'armement (camions , tanks et même avions).
Membre du Parti républicain, il est secrétaire à la Defense entre 1953 et 1957 dans l'administration du président Dwight D. Eisenhower.

## Biographie

### Citation célèbre
« Ce qui est bon pour Général Motors est bon pour le pays et vice versa ». Ceci dans le contexte d'une audition devant la commission de Défense du Sénat des États-Unis. Erwin Wilson détenait de nombreuses actions de la GM (qu'il fut contraint de vendre). Cette citation vient en réponse à la question du sénateur Hendrickson, qui s'inquiétait d'un possible conflit d'intérêts entre son statut de futur ministre de la Défense et la détention d'un gros paquet d'actions d'une firme ayant des intérêts importants dans les contrats d'équipement militaires américains.